# Wiedźmin (polski komiks)
Wiedźmin – seria sześciu komiksów Macieja Parowskiego (scenariusz), Bogusława Polcha (rysunki) i Danuty Polch (kolory), z których pięć jest adaptacją wybranych opowiadań Andrzeja Sapkowskiego o wiedźminie ze zbiorów Ostatnie życzenie i Miecz przeznaczenia a jeden jest dziełem autorskim.
Komiksy zostały wydane przez Prószyński i S-ka w latach 1993–1995 w magazynie Komiks. Seria została wznowiona w 2001 roku w wersji dwutomowej a w 2015 roku w jednym tomie (z poprawioną kolorystyką i ujednoliconym liternictwem).

## Tytuły w serii
1. Droga bez powrotu
2. Zdrada
3. Geralt
4. Mniejsze Zło
5. Ostatnie życzenie
6. Granica możliwości